# Municipio de Mission (Illinois)
El municipio de Mission (en inglés: Mission Township) es un municipio ubicado en el condado de LaSalle en el estado estadounidense de Illinois. En el año 2010 tenía una población de 3972 habitantes y una densidad poblacional de 47,84 personas por km².

## Geografía
El municipio de Mission se encuentra ubicado en las coordenadas 41°29′59″N 88°38′57″O / 41.49972, -88.64917. Según la Oficina del Censo de los Estados Unidos, el municipio tiene una superficie total de 83.03 km², de la cual 81.93 km² corresponden a tierra firme y (1.32%) 1.1 km² es agua.

## Demografía
Según el censo de 2010, había 3972 personas residiendo en el municipio de Mission. La densidad de población era de 47,84 hab./km². De los 3972 habitantes, el municipio de Mission estaba compuesto por el 73.72% blancos, el 23.09% eran afroamericanos, el 0.3% eran amerindios, el 0.25% eran asiáticos, el 0.03% eran isleños del Pacífico, el 1.74% eran de otras razas y el 0.88% pertenecían a dos o más razas. Del total de la población el 5.72% eran hispanos o latinos de cualquier raza.